# ペーパー・ローゼズ
「ペーパー・ローゼズ」（原題： Paper Roses）は、フレッド・スピールマンとジャニス・トーレが作詞作曲した楽曲。アニタ・ブライアントの最大のヒット曲である。のちにマリー・オズモンドによってリバイバル・ヒットした。

## アニタ・ブライアントのバージョン
1960年4月、「アニタ・ブライアント・ウィズ・モント・ケリーズ・オーケストラ・アンド・コーラス」名義で発表された。B面は「Mixed Emotions」。アルバム『Hear Anita Bryant in Your Home Tonight!』に収録された。
同年6月18日付のビルボード・Hot 100で5位を記録した。

## マリー・オズモンドのバージョン
兄弟であるオズモンズに随行しツアーなどで歌っていたマリー・オズモンドは当時13歳であったが、1973年にソロとしてデビューすることを決意する。彼女は兄弟たちとは音楽的な方向性が異なることを自覚しており、カントリー・ミュージックの世界に進むことを考える。やがてロサンゼルスのMGMレコードと契約を交わした。
レコード会社重役のマイク・カーブは、兄のダニー・オズモンドがソロ・デビューにあたって「ゴー・アウェイ・リトル・ガール」「パピー・ラブ」などのオールディーズもののカバーで成功を収めたという例があることから、マリーにも同じアプローチをすすめた。カーブが彼女のデビュー・アルバムのためにカントリー・ソングを探しているときに、ニタ・ブライアントの「ペーパー・ローゼズ」を提案したのはプロデューサーのソニー・ジェームズであった。
1973年8月25日、アルバムの先行シングルとして発売。当時の日本の邦題は「幸せのバラ」だった。B面は「オール・ユー（Least of All You）」。同年9月22日発売のアルバム『Paper Roses』に収録された。桜田淳子もこの邦訳で日本語カバーを歌っている。
ビルボードのカントリー・チャートならびにイージーリスニング・チャートでともに1位を記録。ビルボード・Hot 100でも11月3日から11月10日にかけて2週連続で5位を記録した。カナダのカントリー・チャートで1位、全英シングルチャートで2位を記録するなど大ヒットとなり、シングルもアルバムもそれぞれゴールドディスクに輝いた。マリーはこのデビューシングルによりカントリー・チャートの最年少（14歳）1位の記録を打ち立てた。
この成功の勢いに乗って彼女のセカンド・シングルに選ばれたのは、これもアニタ・ブライアントが歌った「In My Little Corner of the World」であった。